# V6 ASIA TOUR 2010 in JAPAN READY?
『V6 ASIA TOUR 2010 in JAPAN READY?』（ブイシックス アジアツアー にせんじゅう イン ジャパン レディ）はV6のライブDVD。2010年11月1日にavex traxより発売された。

## 概要
アジアツアーの凱旋公演として2010年4月-6月に行われた全国ツアー「“V6 ASIA TOUR 2010 in JAPAN READY?”」を映像作品化したもの。ヒットシングル中心のセットリストに、最新アルバム「READY?」の収録曲が加わっている。
「初回限定＜READY?盤＞(DVD 4枚組)」、「初回限定＜ASIA盤＞(DVD 4枚組)」、「通常盤(DVD 2枚組)」の3形態でリリース。
DVDのジャケットデザインが、デザイン系雑誌『月刊MdN』12月号の「MdN編集部が選ぶ、いま注目のデザイン!」の中で取り上げられている。

## チャート成績
Blu-rayは2016年2月29日付オリコン週間BDランキングで総合19位にランクインした。

## 収録内容

### 本編映像
※Blu-ray盤ではDISC-1にまとめて収録。

#### DISC-1
1. Overture
2. GUILTY
3. TAKE ME HIGHER
4. サンダーバード-your voice-
5. Darling
6. CHANGE THE WORLD
7. Believe Your Smile
8. 本気がいっぱい
9. over
10. Are you ready tonight? - Coming Century
11. ROCK THE HOUSE - Coming Century
12. Honey - 20th Century
13. オレじゃなきゃ、キミじゃなきゃ - 20th Century
14. X, T, C, beat
15. Top Checker
16. 強くなれ
17. LIGHT IN YOUR HEART

#### DISC-2
1. Portraits 〜prologue〜
2. R-E-A-D-Y? DANCE
3. will
4. Magical Mystery Song - Coming Century
5. DANCING MACHINE - 20th Century
6. RADIO MAGIC
7. Bouquet
8. Air
9. 星が降る夜でも
10. Orange
11. 愛のMelody
12. COSMIC RESCUE
13. BEAT YOUR HEART
14. グッデイ!!
15. UTAO-UTAO
16. スピリット
17. 翼になれ
18. HONEY BEAT
19. MUSIC FOR THE PEOPLE
20. 羽根 〜BEGINNING〜
21. 愛なんだ
22. ありがとうのうた
23. WAになっておどろう
24. Swing!
25. サンキュー! ミュージック!

### 特典映像

#### READY?盤

##### DISC-3
1. V6 DOCUMENT FILM “VI”-JAPAN-

##### DISC-4
1. READY? ルーレットテーマ完全制覇 MCコレクション&MORE
  - 日本公演のMC集
2. Channel-a RETURNS!! -Talk About V6 ASIA & JAPAN TOUR　2009-2010- 【incl.V6×Channel-a 傑作コレクション】

#### ASIA盤

##### DISC-3
1. 超貴重!! ASIA TOUR MCコレクション
  - 2009年11月に韓国・台湾で行われた「V6 ASIA TOUR in 韓国 & 台北」公演のMC集[2]
2. V6 DOCUMENT FILM “VI” -ASIA-
  1. You Know?
  2. one（韓国語Ver.）
  3. 太陽のあたる場所
  4. WAになっておどろう（北京語Ver.）

  - ASIA公演限定で披露された楽曲のライブ映像を含むドキュメント[2]

##### DISC-4
1. ASIA TOUR プロモーション SPECIAL MOVIE

#### 通常盤・Blu-ray盤「MULTI ANGLE COLLECTION」
※通常盤ではDISC-2、Blu-ray盤ではDISC-1に収録。
1. Air
2. Magical Mystery Song - Coming Century
3. DANCING MACHINE - 20th Century